# Спасов Віктор Іванович
Віктор Іванович Спасов (19 липня 1959, Сталіно — 15 серпня 2005, Київ) — радянський український легкоатлет, фахівець зі стрибків із жердиною. Виступав за збірну СРСР з легкої атлетики у 1977—1987 роках, чемпіон Європи у приміщенні, чемпіон Європи серед юніорів, переможець всесвітньої Універсіади, переможець та призер першостей всесоюзного значення. Представляв місто Київ, Збройні Сили та спортивне товариство «Буревісник». Майстер спорту СРСР міжнародного класу (1982). Спортивний педагог.

## Біографія
Віктор Спасов народився 19 липня 1959 року у Сталіно, Українська РСР.
Почав займатися легкою атлетикою у 1971 році в Донецьку, пізніше проходив підготовку у Києві під керівництвом заслуженого тренера Української РСР Юрія Львовича Коблякова, виступав за Збройні Сили та добровільне спортивне товариство «Буревісник».

Вперше заявив про себе в стрибках з жердиною на міжнародному рівні в сезоні 1977 року, коли увійшов до складу радянської збірної та виступив на домашній юніорській європейській першості в Донецьку, де з результатом 5,30 перевершив усіх суперників, у тому числі на 10 см випередив швейцарця Фелікса Бьоні, який став другим, і тим самим завоював золоту медаль.
Нашим головним героєм став такий собі Віктор Спасов — чемпіон зі стрибків із жердиною. Ось у нього була запекла боротьба зі швейцарцем, якого ми презирливо називали «Самоделкіним» — через хрест на лівому боці грудей. Спасов переміг, і ми сиділи поруч, на північній трибуні, під табло, і ця перемога наповнила нас справжнім щастям. Переможна висота склала 5,30. Це було б смішно, якби не було так давно..
— Євгеній Ясенов
У 1981 році став бронзовим призером на зимовому чемпіонаті СРСР у Мінську, здобув перемогу на літньому чемпіонаті СРСР у Москві, показавши при цьому найкращий результат в історії чемпіонату — 5,60 метра.
У 1982 році отримав срібло на зимовому чемпіонаті СРСР у Москві, з всесоюзним рекордом і рекордом Європи 5,70 метра переміг на чемпіонаті Європи в приміщенні в Мілані, був найкращим на чемпіонаті СРСР зі стрибка з жердиною в Ташкенті, випередивши з невеликим відривом 18-річного Сергія Бубку. За підсумками сезону удостоєний почесного звання «Майстер спорту СРСР міжнародного класу».
На чемпіонаті СРСР 1985 року в Ленінграді з результатом 5,60 став другим позаду Василя Бубки.
У червні 1987 року на змаганнях у Києві встановив свій особистий рекорд у стрибках із жердиною на відкритому стадіоні — 5,70 метра. Бувши студентом, представляв Радянський Союз на Універсіаді в Загребі. Показав результат 5,65 метра завоював золото. Після закінчення сезону завершив спортивну кар'єру.
Закінчив Київський державний інститут фізичної культури, де згодом працював викладачем на кафедрі легкої атлетики.
Помер 15 серпня 2005 року у Києві у віці 46 років.